# هجوم القلمون (يونيو–أغسطس 2014)
هجوم القلمون شنه الجيش السوري بالتنسيق مع حزب الله اللبناني خلال الحرب الأهلية السورية ضد قوات المتمردين المتبقية عقب معركة القلمون السابقة التي أسفرت عن تأمين الجيش لكل المدن في المنطقة.